# Tân Hòa Đông
Tân Hòa Đông là một xã thuộc huyện Tân Phước, tỉnh Tiền Giang, Việt Nam.

## Địa lý

### Tiếp giáp
Địa giới hành chính xã Tân Hoà Đông:
- Phía Đông giáp tỉnh Long An
- Phía Tây giáp xã Thạnh Mỹ
- Phía Nam giáp các xã Hưng Thạnh, Phú Mỹ
- Phía Bắc giáp tỉnh Long An.

### Tự nhiên
Các sông, kênh, rạch trên địa bàn xã: Kênh 82, Kênh 84, kênh Bắc Đông, kênh Bốn Mét, kênh Chín Hấn, kênh Láng Cát, kênh Tràm Mù, kênh Trương Văn Sanh.

### Tài nguyên khoáng sản
Về tài nguyên khoáng sản thì xã có than bùn.

## Hành chính
Xã Tân Hòa Đông có 26,78 km² (2.677,93 hécta) diện tích tự nhiên và dân số năm 2013 là 1.593 người.
Xã Tân Hòa Đông được chia thành 4 ấp: Tân Thuận, Tân Long, Tân Thành, Tân Phát. Về diện tích, ấp Tân Thuận chiếm 892,51 ha; Tân Phát 525 ha; Tân Thành 819 ha; Tân Long 453 ha.

## Lịch sử
Nghị định 68-CP ngày 11 tháng 7 năm 1994 về việc thành lập xã Tân Hòa Đông thuộc huyện Tân Phước thuộc tỉnh Tiền Giang.